# Nikoline Uhrenholt Hansen
Nikoline Uhrenholt Hansen (født 17. oktober 2002 i København) er en dansk fotomodel og skønhedsdronning, der vandt Miss Danmark 2023-konkurrencen. 

## Biografi
Hansen er datter af Brian Hansen og Susan Uhrenholt. I marts 2021 modtog Hansen sit praktikbevis fra Aalborg Handelsskole og europæisk erhvervsbachelor fra Erasmus Mundus. Hun kom på Copenhagen Business Academy i København for at studere marketing.
Den 27. august 2023 dystede Hansen mod 30 andre kandidater i Miss Danmark 2023 i Cirkusbygningen i København, hvor hun vandt titlen Miss Universe Denmark 2023. Den 18. november 2023 skal hun repræsentere Danmark ved Miss Universe 2023 i San Salvador, El Salvador.